# Гурули, Лаша (самбист)
Лаша Гурули (род. 18 июня 1989) — грузинский самбист и дзюдоист, чемпион (2010, 2011, 2014, 2015) и бронзовый призёр (2012) чемпионатов Грузии по дзюдо, бронзовый призёр первенства мира по самбо среди юниоров 2009 года, чемпион Европы по самбо среди юниоров 2009 года, бронзовый призёр этапа Кубка мира по самбо 2013 года (Москва), бронзовый призёр чемпионата Европы по самбо 2013 года, серебряный призёр чемпионата мира по самбо 2013 года. По самбо выступал в полутяжёлой (до 100 кг) весовой категории.

## Чемпионаты Грузии
- Чемпионат Грузии по дзюдо 2010 — ;
- Чемпионат Грузии по дзюдо 2011 — ;
- Чемпионат Грузии по дзюдо 2012 — ;
- Чемпионат Грузии по дзюдо 2014 — ;
- Чемпионат Грузии по дзюдо 2015 — ;